# Pethes Ferenc
Pethes Ferenc (Nagykörű, 1905. augusztus 8. – Budapest, 1979. március 21.) színész, érdemes művész (1954).

## Családja
Pethes Kálmán és Kis Irén fiaként született. Unokatestvére Pethes Sándor színész. Felesége Kádár Margit (Szolnok, 1906. május 19. – ?) színésznő volt, akivel 1931. július 18-án Gyulán kötött házasságot. Gyermekeik Pethes György rendező és Pethes Sándor (a fiatalabb) újságíró.

## Életútja
Az Országos Színészegyesület színiiskolájában szerezte oklevelét 1928-ban. 1929-ben Miskolcon indult pályafutása táncos-komikusként, Móricz Zsigmond Légy jó mindhalálig című darabjában Nyilas Misiként aratott sikert. 1931 és 1939 között a budapesti Andrássy úti Színház és a Magyar Színház tagja volt, majd 1939–40-ben a Royal-, 1940–41-ben a Fővárosi Operettszínházban szerepelt. 1933-ban fellépett a Belvárosi Színházban, 1934-ben a Terézkörúti Színpadon, 1939-ben a Pesti Színházban, majd 1942-ben a Pódium Írók Kabaréjában is. 1941-től 1944-ig az Új Magyar Színház tagja volt. 1944–45-ben tábori színházakban és a bécsi Donausender rádióban is szerepelt, ezért 1945-ben ötéves eltiltást kapott az igazolóbizottságtól. 1947-ben már fellépett az Észak-Pest Megyei Kamaraszínházban. 1949-től 1952-ig Kecskeméten, 1952-től 1955-ig a Miskolci Nemzeti Színházban, 1956-tól 1959-ig Budapesten a Blaha Lujza Színházban, 1959-ben és 1961-ben a Kulich Gyula Színpadon játszott. 1960 és 1968 között a Vidám Színpad tagja volt. Utoljára 1971-ben lépett színpadra Jókai Anna Tartozik és követel című színdarabjában, majd 1972-ben nyugdíjba vonult.

## Fontosabb színházi szerepei
- Zsemlye Feri (Fényes Szabolcs: Vén diófa)
- Francia király (Kacsóh Pongrác: János vitéz)
- Tiborc (Katona József: Bánk bán)
- Mosolygó Menyhért (Csiky Gergely: Ingyenélők)
- Frosch (ifj. Johann Strauss: A denevér)
- Miska főpincér (Kálmán Imre: Csárdáskirálynő)
- Jourdain (Molière: Az úrhatnám polgár)

## Filmszerepei
- Filléres gyors (1932)
- Az okos mama (1935) – Portás a svábhegyi szanatóriumban
- Köszönöm, hogy elgázolt (1935) – Jóska, vidéki gazda
- A sárga csikó (1936) – Péter, a pusztabíró fia
- Dunaparti randevú (1936) – Kalauz
- Három sárkány (1936) – Istenes Jóska, paraszt az ügyvédnél
- Légy jó mindhalálig (1936) – Rendőr
- 3:1 a szerelem javára (1937)[4] – Futballista
- A 111-es (1937) – Boy a szállodában
- A kölcsönkért kastély (1937) – Jóska, béres
- A Noszty-fiú esete Tóth Marival (1937, magyar-német-osztrák) – Cseléd Tóthnál
- A szív szava (1937)
- Háromszázezer pengő az utcán (1937) – Házmester
- Hotel Kikelet (1937) – Pincér
- Mai lányok (1937) – Paraszt
- Mámi (1937) – Szolga a birtokon
- Marika (1937) – Tóni, cseléd
- Pergőtűzben (1937) – Mátyás, tisztiszolga
- Pesti mese (1937) – Tanár
- Pillanatnyi pénzzavar (1937) – Mihálcsik bácsi, az Acélművek portása
- Segítség, örököltem! (1937) – Tanító Jánosfalván
- Tokaji rapszódia (1937) – Miska, cseléd a Baracskay birtokon
- Torockói menyasszony (1937) – Cimbalmos cigányzenész
- A hölgy egy kissé bogaras (1938) – Kovács, parasztgazda
- A leányvári boszorkány (1938) – Hertelendy Imre, diák
- Beszállásolás (1938) – Ifj. Árkossy Ádám
- Borcsa Amerikában (1938) – Kósa Andris
- Bors István (1938) – Prakszi
- Döntő pillanat (1938) – Paraszt a vonaton
- Elcserélt ember (1938) – Vecsernyés Nagy Kristóf, Benedek Péter szolgája
- Fehérvári huszárok (1938)
- Fekete gyémántok (1938) – Tudós professzor
- Gyimesi vadvirág (1938) – Áronka, pásztor
- Magyar feltámadás (1938)
- Megvédtem egy asszonyt (1938) – Borbély
- Nehéz apának lenni (1938)
- Nincsenek véletlenek (1938) – Szobapincér
- Péntek Rézi (1938) – Pincér
- Piros bugyelláris (1938) – Levélhordó
- Rozmaring (1938)
- Tiszavirág (1938, magyar-német) – Ostort vásárló paraszt
- Tizenhárom kislány mosolyog az égre (1938) – Borbély
- Vadrózsa (1938) – Szabó Feri földbirtokos, Éva kérője
- A nőnek mindig sikerül (1939) – Kőris Ede, a „férjnek való”
- Bercsényi huszárok (1939) – Jóska, béres
- Férjet keresek (1939) – Vecsés János altiszt, vőlegényjelölt
- Fűszer és csemege (1939) – Imre úr, eladó a csemegeüzletben
- Hat hét boldogság (1939) – Néma tolvaj
- Hölgyek előnyben (1939)
- Karosszék (1939) – Gazsi, kertész Feketénél
- Párbaj semmiért (1939) – Lajos, cigány
- Pénz áll a házhoz (1939) – Décsiék inasa
- Semmelweis (1939) – Zenész a bécsi vendéglőben
- Szervusz, Péter! (1939) – Fábry István
- Toprini nász (1939) – Szása, szolga
- Tökéletes férfi (1939) – Feri szolga
- A gorodi fogoly (1940) – Miska, szökött magyar katona
- Cserebere (1940) – Szabó
- Dankó Pista (1940) – Zenekari tag Oroszországban
- Eladó birtok (1940) – Jóska, Marjánszky kocsisa
- Erdélyi kastély (1940) – Jakab
- Göre Gábor visszatér (1940) – Kisbíró
- Hazafelé (1940) – Miska, cseléd
- Ismeretlen ellenfél (1940) – Munkavezető
- Mindenki mást szeret (1940) – Virág Kálmán, bélavári segédjegyző
- Pepita kabát (1940) – János, Juci vőlegénye
- Rózsafabot (1940) – Vasutas
- Sarajevo (1940) – Grigorij, a jegyző segédje
- Tokaji aszú (1940) – Krajcár Jani, Szeniczey komornyikja
- Vissza az úton (1940) – Harmonikás
- Zárt tárgyalás (1940) – Fényképész
- Zavaros éjszaka (1940) – Házmester
- Zsiga bácsi (1940, rövid játékfilm)
- A beszélő köntös (1941) – Éjjeliőr
- A harmincadik (1941) – Havlanek, vegyészsegéd
- Akit elkap az ár (1941) – János, inas
- Balkezes angyal (1941) – Mende bácsi cselédje Erdőbényén
- Behajtani tilos! (1941) – Józsi, újságárus
- Csákó és kalap (1941) – Mihály, Dr. Elekes György inasa
- Egy éjszaka Erdélyben (1941) – Kocsis
- Európa nem válaszol (1941) – Zenész
- Film a filmről (1941, rövid játékfilm) – Filmszínész
- Gentryfészek (1941) – Gergő, inas
- Három csengő (1941) – Böske udvarlója
- Háry János (1941) – Őr
- Intéző úr (1941)
- Kádár kontra Kerekes (1941) – Kerekes újságíró barátja
- Lelki klinika (1941) – Sofőr
- Lesz, ami lesz (1941) – Tom Gervay
- Miért? (1941) – Szolga a Vadászkürtben
- Régi nyár (1941) – Szakállas úr
- Szabotázs (1941) – Fekete Pista
- Szüts Mara házassága (1941) – Kövesdy Tihamér
- Tessék jegyet váltani (1941, rövid játékfilm)
- 5-ös számú őrház (1942) – Pinkóczy, írnok
- Annamária (1942) – Feri
- Az éjszaka lánya (1942) – Maxi, vendég a bálon
- Egy szív megáll (1942) – Péter
- Éjfélre kiderül (1942) – Taxisofőr
- Halálos csók (1942) – János, inas
- Négylovas hintó (1942) – Pista, kocsis
- Pista tekintetes úr (1942) – Ispán
- Szakítani nehéz dolog (1942)
- Szeptember végén (1942) – Újságíró
- Tessék jegyet váltani (1942, rövid játékfilm)
- Üzenet a Volga-partról (1942) – Ferkó, kisbíró
- Anyámasszony katonája (1943)
- Aranypáva (1943) – Vicsorka úr
- Éjjeli zene (1943) – Berci, kocsis
- És a vakok látnak… (1943) – Végső Csüllög István
- Jómadár (1943)
- Legény a gáton (1943) – Vőlegény
- Viharbrigád (1943) – Sárga Feri
- Makkhetes (1944) – Balázs Pál, Péter barátja
- Második Magyar Kívánsághangverseny (1944)
- Szerelmes szívek (1944) – Tamás bácsi
- Vihar (1951) – M. Forgó László
- Rákóczi hadnagya (1954) – Rácz Miska
- Szakadék (1956) – Fakó-Kovács
- Tanosztály (1956, rövid játékfilm) – Márton bácsi, gondnok
- A nagyrozsdási eset (1957)[5] – Kásás
- Eljegyzés lámpafénynél (1957, tévéfilm) – Martin apó
- Tanya a viharban (1958, tévéfilm)
- Kard és kocka (1959)
- Szegény gazdagok (1959)
- Fűre lépni szabad (1960)
- Hosszú az út hazáig (1960)
- Születésnapi ajándék (1960, rövid játékfilm)
- A pékinas lámpása (1961, tévéfilm) – Hans Carwell
- A szélhámos (1961, tévéfilm)
- Csutak és a szürke ló (1961)
- Fiatalokért (1961, rövid játékfilm)
- Fogadás (1961, rövid játékfilm)
- Jó utat, autóbusz (1961)
- Négyen az árban (1961) – Kati nagyapja
- Húsz évre egymástól (1962)
- A Sinecor ügy (1963, tévéfilm)
- A Tenkes kapitánya (1963, tévésorozat) (A tőzsér című epizód)
- Asszony a telepen (1963)
- Félúton (1963)
- Színészek a porondon (1963, tévéfilm)
- Karambol (1964) – Művezető
- Patyolat akció (1965)
- Sellő a pecsétgyűrűn 1-2. (1965) – Topolya Balázs
- Fügefalevél (1966)
- A veréb is madár (1968) – Vadász
- Imposztorok (1969) – Lajtabánság kormányzó tanácsosa
- A fekete város (1971, tévéfilm)
- Nyulak a ruhatárban (1971) – Kifőzde tulajdonos
- Széplányok sisakban (1972, tévéfilm)
- Keménykalap és krumpliorr 1-4. (1973, tévéfilm)
- Robog az úthenger 1-6. (1976, tévésorozat)

## Szinkronszerepei

### Filmek
| Év   | Cím                                              | Szereplő                     | Színész               | Szinkron év |
| ---- | ------------------------------------------------ | ---------------------------- | --------------------- | ----------- |
| 1939 | Hulló csillagok                                  | N/A                          | N/A                   | 1974        |
| 1941 | Vasöklű Bogdán                                   | Kozák Tur                    | Rosztyiszlav Ivickij  | 1974        |
| 1943 | Szivárvány                                       | Ohabko                       | Anton Dunajszkij      | 1974        |
| 1944 | Holnap történt                                   | N/A                          | N/A                   | 1966        |
| 1946 | Fiam, a tanár úr                                 | N/A                          | N/A                   | 1955        |
| 1949 | A tökéletes titkárnő                             | N/A                          | N/A                   | 1965        |
| 1951 | Haláldűlő                                        | N/A                          | N/A                   | 1974        |
| 1951 | Jó napot, elefánt!                               | N/A                          | N/A                   | 1978        |
| 1952 | A revizor                                        | Hlopov, tanfelügyelő         | Pavel Pavlenko        | 1953        |
| 1952 | Pickwick Klub                                    | Samuel Pickwick              | James Hayter          | 1965        |
| 1954 | Országúton (1. magyar szinkron)                  | Zsiráf úr, a cirkuszigazgató | Aldo Silvani          | 1969        |
| 1957 | A kiáltás                                        | Virginia apja                | Guerrino Campanilli   | 1976        |
| 1957 | Csendes Don (1. magyar szinkron)                 | Miron Kosevoj                | Alekszandr Zsukov     | 1958        |
| 1957 | Fekete arany                                     | N/A                          | N/A                   | 1958        |
| 1957 | Lissy                                            | Idős Schröder                | Gerhard Bienert       | 1957        |
| 1957 | Svejk, a derék katona 2.                         | N/A                          | N/A                   | 1958        |
| 1958 | Mylord segít magán                               | Mr. Podgers                  | Erhard Siedel         | 1965        |
| 1959 | Emberi sors (1. magyar szinkron)                 | Író                          | Jevgenyij Teterin     | 1959        |
| 1959 | Megmentett nemzedék                              | Labcsinszkij                 | Mihail Trojanovszkij  | 1960        |
| 1960 | A bosszúálló                                     | Henry Longvale               | Ludwig Linkmann       | 1975        |
| 1960 | Kettétört amulett                                | Stelzbein                    | Gerhard Lau           | 1961        |
| 1961 | A lelkiismeret lázadása                          | Kohut tábornok               | Herbert Körbs         | 1962        |
| 1961 | A megszökött falu                                | N/A                          | N/A                   | 1961        |
| 1962 | A bosszú                                         | Turmanow                     | Rudolf Vogel          | 1966        |
| 1962 | A maffia parancsára (1. magyar szinkron)         | Don Calogero, földeladó      | Francesco Lo Briglio  | 1964        |
| 1962 | Vidám történetek                                 | N/A                          | N/A                   | 1963        |
| 1963 | A szeretet jogán                                 | Öregember                    | Vlagyimir Ratomszkij  | 1964        |
| 1963 | Egy ember ára                                    | Charles Slomer               | Arthur Lowe           | 1964        |
| 1963 | Kezek a város felett (1. magyar szinkron)        | N/A                          | N/A                   | 1964        |
| 1963 | Szereti az embereket, professzor úr?             | Dr. Richter                  | Paul Lewitt           | 1964        |
| 1964 | Az ég kulcsa                                     | Olenyin őrnagy               | Alekszandr Gaj        | 1965        |
| 1965 | Sorsok                                           | N/A                          | N/A                   | 1968        |
| 1968 | A bábu                                           | N/A                          | N/A                   | 1969        |
| 1968 | A nagyon szomorú királylány (1. magyar szinkron) | Ezerjó király                | Bohumil Záhorský      | 1974        |
| 1970 | Dráma a vadászaton                               | Polikarp                     | Vlagyimir Pokrovszkij | 1975        |
| 1970 | Fehérmellényes urak                              | N/A                          | N/A                   | 1977        |
| 1970 | Gáspár, a kovács (rajzfilm)                      | N/A                          | N/A                   | 1977        |
| 1971 | A bűnügyi nyomozó                                | Peter Deniszovics ezredes    | Nyikolaj Dupak        | 1972        |
| 1971 | Fekete tollú fehér madár                         | N/A                          | N/A                   | 1972        |
| 1972 | A kincses sziget (1. magyar szinkron)            | Kalóz #1                     | N/A                   | 1976        |
| 1972 | Feleségem kalandjai                              | N/A                          | N/A                   | 1976        |
| 1973 | Egy szót se a fociról!                           | Nagyapa                      | Borisz Kudrjavcev     | 1975        |
| 1974 | A kis Mikula kapitány                            | N/A                          | N/A                   | 1975        |
| 1975 | A taxi utasai                                    | Öregember                    | Borisz Csirkov        | 1977        |
| 1975 | Zina                                             | N/A                          | N/A                   | 1976        |
| 1976 | A szegények kapitánya                            | N/A                          | N/A                   | 1978        |
| 1977 | Kadkinról mindenki tud                           | Öregember                    | Ivan Sarin            | 1978        |

### Sorozatok
| Év        | Cím                           | Szereplő                  | Színész              | Szinkron év |
| --------- | ----------------------------- | ------------------------- | -------------------- | ----------- |
| 1957-1958 | Ivanhoe                       | Sir Wendell (18. részben) | Elwyn Brook-Jones    | 1966        |
| 1966      | A négy páncélos és a kutya I. | Czeresnia                 | Tadeusz Fijewski     | 1968        |
| 1973      | A tavasz tizenhét pillanata   | Stirlitz villájának őre   | Alekszej Dobronravov | 1974        |